# عبدالمجید کودیف
عبدالمجید کودیف (به روسی: Абдулмажид Кудиев، آوانگاری: زادهٔ ۱۳ مارس ۲۰۰۰) یک کشتی‌گیر آزادکار روسی الاصل اهل کشور تاجیکستان است.
از افتخارات وی می‌توان به کسب مدال برنز قهرمانی کشتی جهان ۲۰۲۴ اشاره کرد.

## فعالیت حرفه‌ای

### قهرمانی کشتی جهان ۲۰۲۴
کودیف در وزن ۷۰ کیلوگرم کشتی آزاد قهرمانی کشتی جهان ۲۰۲۴ تیرانا شرکت کرد، او در مسابقه های اول تا سوم [[انختویاآگین تمولن] از مغولستان، رمضان رمضان‌اف از بلغارستان و سینا خلیلی از ایران را شکست داد اما در نیمه نهایی به نورکوژا کایپانوف از قزاقستان باخت و به دیدار رده‌بندی رفت. وی در دیدار رده‌بندی آکاکی کمرتلیدزه از گرجستان را شکست داد و مدال برنز را بدست آورد.